# Tòa án nhân dân Thành phố Hồ Chí Minh
Tòa án nhân dân Thành phố Hồ Chí Minh là cơ quan xét xử cấp Tòa án nhân dân tỉnh, thành phố trực thuộc trung ương (Việt Nam) ở Thành phố Hồ Chí Minh. Tòa án này được thành lập vào tháng 9 năm 1976 với 7 thẩm phán. Chánh án Tòa án nhân dân Thành phố Hồ Chí Minh hiện nay là ông Lê Thanh Phong, đảng viên Đảng Cộng sản Việt Nam.

## Lịch sử
Sau sự kiện 30 tháng 4 năm 1975, chính quyền miền Bắc Việt Nam đã tiếp quản toàn bộ hệ thống tòa án của chế độ Việt Nam Cộng hòa ở miền Nam Việt Nam. Sau đó tháng 9 năm 1976, chính quyền mới đã thành lập ngành Tòa án nhân dân Thành phố Hồ Chí Minh, gồm Tòa án nhân dân thành phố và 11 tòa án nhân dân cấp quận, huyện. Biên chế toàn ngành lúc thành lập gồm 80 người gồm 7 thẩm phán và nhiều nhân viên đến từ miền Bắc Việt Nam.

## Lãnh đạo

### Hiện nay
Chánh án: Lê Thanh Phong
Phó Chánh án: Trịnh Ngọc Thúy (từ 26 tháng 12 năm 2016-nay)

### Cựu lãnh đạo

#### Chánh án
Các cựu Chánh án, Phó Chánh án qua các thời kỳ:
1. Nguyễn Thành Vĩnh
2. Hoàng Vĩnh Thạnh
3. Nguyễn Vĩnh Mỹ
4. Trương Thị Huệ
5. Nguyễn Hữu Hiền
6. Huỳnh Thị Khanh
7. Ngô Hồng Phát
8. Nguyễn Văn Hội
9. Lê Thúc Anh
10. Đồng Thị Ánh
11. Bùi Hoàng Danh (22 tháng 10 năm 2003 – 2014)
12. Ung Thị Xuân Hương, Chánh án (2014-2019)